# Ross Watson

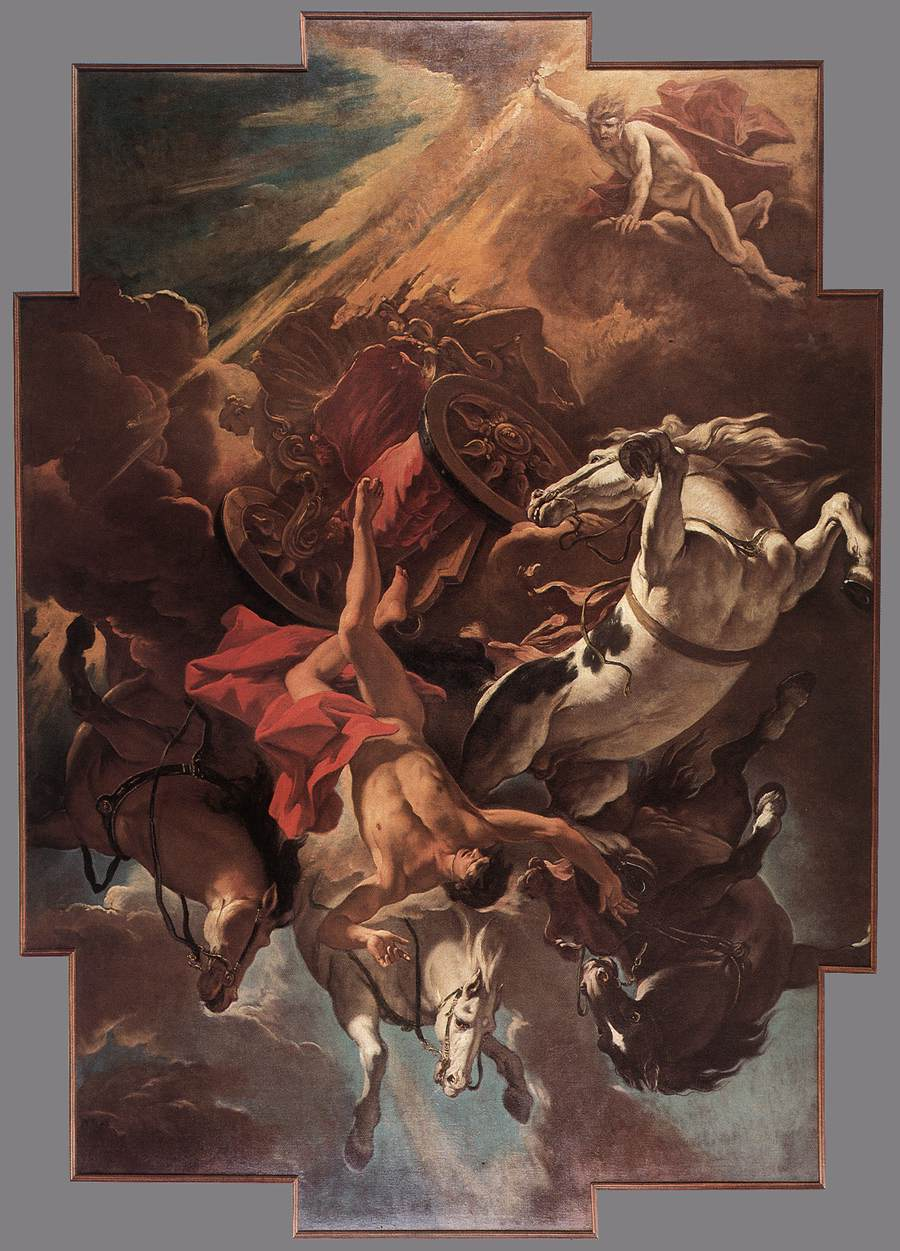
La caída de Faetón (1700) de Sebastiano Ricci (1700), Museo Cívico, Belluno. En este cuadro se inspiró Watson para pintar su retrato del saltador de trampolín australiano Matthew Mitcham, conservado en la National Portrait Gallery de Camberra.

Ross Watson (Brisbane, Australia, 1962) es un pintor australiano, famoso por sus versiones de cuadros del pasado, en los que intercala figuras contemporáneas dentro de composiciones de Vermeer, Caravaggio, Jacques-Louis David, Hans Holbein el Joven o Bronzino, entre otros. A menudo sus retratos y pinturas denotan un potente homoerotismo, con la frecuente aparición en sus cuadros de hombres desnudos o semidesnudos. La condición de homosexual de Watson es pública.
A partir de 1984 empezó su carrera, con importantes exposiciones tanto en su país natal como en el extranjero (Ferias Internacionales de Arte de Toronto y Melbourne, Londres, Berlín, etc).
Su obra forma parte de las colecciones de museos como la National Gallery of Australia (Canberra), National Gallery of Victoria (Melbourne) o la National Portrait Gallery (Canberra).

## Retratos en la National Portrait Gallery (Canberra)
En este museo hay varios retratos de Watson.
- Ian Roberts (after Coypel 1709), donde representa al actor y rugbista profesional Ian Roberts, uno de los primeros deportistas de élite que declaró públicamente su homosexualidad. El cuadro se inspira en una pintura de la capilla del palacio de Versalles de Antoine Coypel.[1]
- Matthew Mitcham (after Ricci, 1700), protagonizado por el saltador de trampolín Matthew Mitcham, uno de los once atletas abiertamente gais (y el único masculino)[7] que participaron en la Olimpiada de Pekín.[2] Watson recrea La caída de Faetón de Sebastiano Ricci (1700), conservada en el Museo Cívico de Belluno.

## Publicaciones
- El libro Untitled# Ross Watson,[8] fue publicado por la editorial Bruno Gmünder en 2010. Incluye una entrevista al autor, realizada por el juez Michael Kirby.